# Хрест Сан-Дам'яно

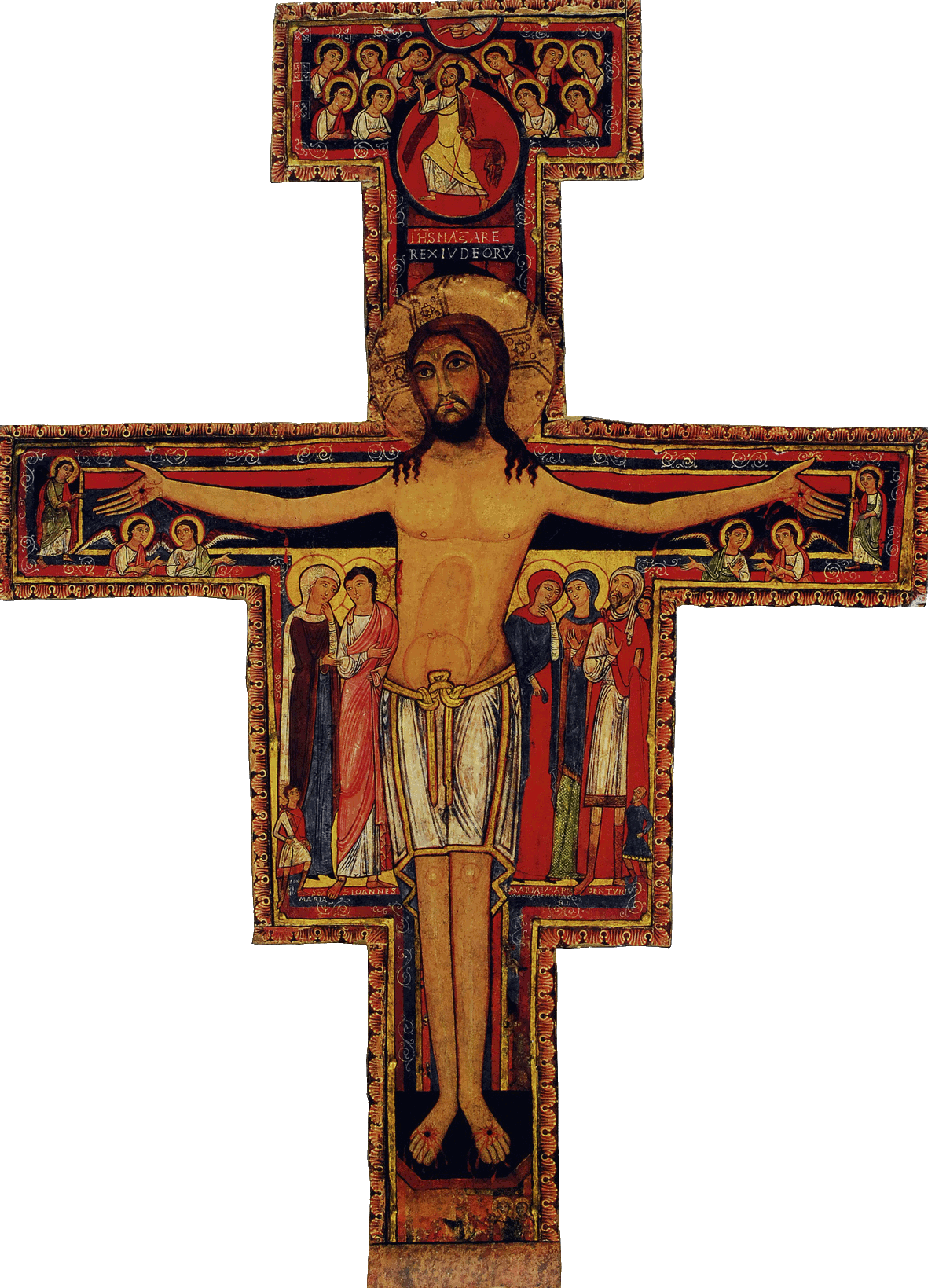
Хрест Сан-Дам'яно

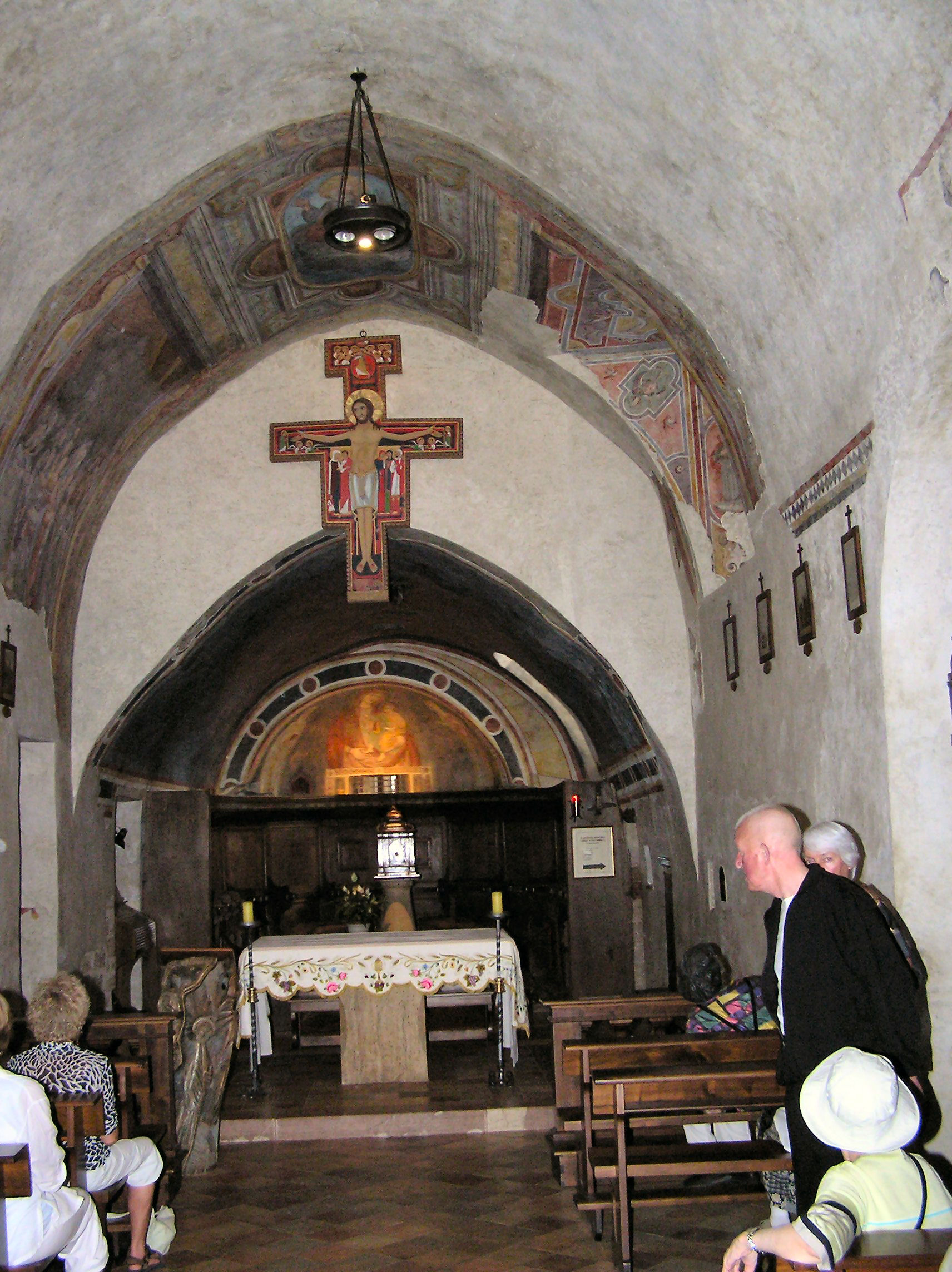
Копія на місці оригіналу в церкві Сан-Дам'но

Хрест Сан-Дам'яно (анг. San Damiano Cross) — це великий романський напрестольний хрест, перед яким молився святий Франциск Асизький, коли за переказом, той отримав від Господа доручення відновити церкву. Наразі хрест висить у базиліці Святої Клари (Basilica di Santa Chiara) в Ассізі, Італія, а його копія знаходиться на колишньому місці в церкві Сан-Дам'но неподалік. Францисканці дбайливо зберігають хрест на символ своєї місії від Бога.
Хрест є розп'яттям того типу, який іноді називають іконним хрестом, оскільки крім головної фігури Христа він містить зображення інших святих і людей, пов'язаних з інцидентом розп'яття Христа. Традиція таких розписних хрестів зародилася у Східній церкві і, можливо, дійшла до Італії через Чорногорію та Хорватію.

## Історія
Хрест Сан-Даміано був одним із безлічі хрестів, розписаних схожим орнаментом у 12 столітті в Умбрії. Ім'я художника залишається інкоґніто, відомо тільки приблизний вік, що вказує на виготовлення близько 1100 року. Метою іконного хреста було увібрати зміст зображеного події, задля зміцнення віри мирян. Візантійський стиль був широко поширений в Італії до Чімабуе та Джотто.
Згідно з францисканською традицією, саме під час молитви перед цим хрестом у каплиці Сан-Дам'яно, неподалік Ассизі, Франциск Ассизький отримав заклик відновити церкву.
Коли 1257 року Бідні Клари переїхали з Сан-Дам'яно в базиліку Святої Клари, де вони взяли з собою оригінальний хрест із Сан-Даміано і досі дбайливо зберігають по нині. Зараз же хрест висить у базиліці над вівтарем каплиці Розп'яття — реконструкції церкви Святого Георгія, що була знесена на будівництво базиліки. Розп'яття, що висить над вівтарем стародавньої церкви Сан-Даміано, є копією. Францисканці вважають цей хрест символом своєї місії — присвятити своє життя та докласти зусиль задля оновлення та відновлення Церкви.